# Demarcación Hidrográfica de Santiago
Demarcación Hidrográfica (DH) de Santiago es una demarcación hidrográfica del sur del Ecuador, está conformada por cinco cuencas, que corresponden a cuatro centros zonales distribuidos en las provincias de Azuay, Loja, Morona Santiago y Zamora Chinchipe. Limita al norte con la DH Pastaza, al sur y este con el Perú, al oeste la cordillera de los Andes separa la DH de Santiago de las demarcaciones de Jubones, Guayas y Puyango-Catamayo. Tiene un área de 34 479 km², aproximadamente 340 km de largo, norte a sur, y 240 km de ancho. El método de Pfafstetter fue utilizado para establecer las demarcaciones que, consiste en determinar los mayores afluentes del río principal, en función de área de sus cuencas hidrográficas.

## Geografía
El origen de la geología de esta demarcación se ha datado entre las eras mesozoica y cenozoica, conformado principalmente por depósitos sedimentarios. Los depósitos se dividen en tres, depósitos aluviales, coaluviales y glaciares, distribuidos respectivamente por la cuenca alta, media y baja.

### Geografía física ambiental
Existen también, 20 tipos de vegetación entre los que se encuentran: Bosque siempreverde piemontano de la Amazonia, bosque siempreverde de tierras bajas de la Amazonía y bosque de neblina montano de los Andes occidentales.

## Historia
En 1989, se constituyó un comité técnico en cargado de establecer la nomenclatura y división hidrográfica del territorio nacional. Para 1992, se determinaron 31 sistemas hidrográficos que, se subdividen en 79 cuencas hidrográficas (72 con vertiente en el Pacífico y 7 con vertiente en el Amazonas). Esta demarcación es gestionada por la Secretaría Nacional del Agua, adscrita al Ministerio del Ambiente, Agua y Transición Ecológica de la Zona de Planificación 6 de Ecuador.

## Hidrografía
Cuatro centros zonales comprenden la demarcación hidrográfica de Santiago con una extensión de 34 475 km². Las cinco cuencas de esta demarcación son:
- Centro Zonal de Cuenca: Cuenca del río Namangoza.
- Centro Zonal de Macas: Cuencas de los ríos Morona y Santiago.
- Centro Zonal de Zamora: Cuenca del río Zamora.
- Centro Zonal de Loja: Nacimientos de los ríos Zamora y Santiago, y la cuenca del río Mayo.

Por la frontera de la demarcación fluyen tres ríos independientes de nivel 1: Santiago, Morona y Chinchipe. El nivel 1 corresponde a unidades de drenaje de la escala continental.
Rio Santiago:  Se origina al oeste de la provincia de Loja, en Cajanuma, desemboca en la provincia de Zamora Chinchipe. Tiene una longitud aproximada de 306 km y su cuenca tiene un área de 21 557 km², dentro del territorio ecuatoriano.
Río Morona:  Nace al noroeste de la provincia de Zamora Chinchipe, luego de unirse con su afluente Mangosiza cruza la línea fronteriza hacia el Perú. Su longitud es de 236 km aproximadamente y el área de su cuenca es de 5850 km², dentro de Ecuador.
Río Chinchipe: Se origina en el Parque Nacional Podocarpus, ubicado entre las provincias de Loja y  Zamora Chinchipe, se une con el río Canchis en la frontera de Ecuador con Perú y recorre 11 km a lo largo de esta. Su longitud es de 43,4 km dentro de Ecuador.

### Humedales
Dentro de esta demarcación existen 3 humedales Ramsar.
| Nombre                                | Área   |
| ------------------------------------- | ------ |
| Parque Nacional Cajas                 | 29 477 |
| Sistema Lacustre Lagunas del Compadre | 23 952 |
| Sistema Lacustre Yacuri               | 27 762 |

Otras áreas protegidas dentro de esta demarcación hidrográfica son el Parque Nacional Sangay, ubicado entre las provincias de Cañar y Morona Santiago, y el Parque Nacional Yacurí, ubicado en Loja.